# Raabystupet
Raabystupet (norwegisch) ist eine teilweise verschneite Felswand im ostantarktischen Königin-Maud-Land. Sie ragt am Kopfende des Johansenbotnen im mittleren Abschnitt der Sivorgfjella in der Heimefrontfjella auf.
Wissenschaftler des Norwegischen Polarinstituts benannten sie 1987. Namensgeber ist Torstein Raaby (1919–1964), Funktechniker und Widerstandskämpfer gegen die deutsche Besatzung Norwegens im Zweiten Weltkrieg, der überdies 1947 unter Führung Thor Heyerdahls an der Fahrt auf dem Floß Kon-Tiki teilgenommen hatte.